# Tauschbörse
Tauschbörsen sind Veranstaltungen, bei denen tauschwillige Marktteilnehmer gegenseitig Güter oder Dienstleistungen mittels Tauschvertrag austauschen. 

## Allgemeines
Voraussetzung beim echten Tauschhandel ist, dass jeder Tauschpartner sein Eigentum an seinem Tauschobjekt verliert und dafür als Gegenleistung das Eigentum am Tauschobjekt der anderen Vertragspartei erhält. Tauschbörsen sind keine echten Börsen, weil die Marktteilnehmer ihre Tauschobjekte gegenseitig präsentieren, um sie beim Tauschvorgang übergeben zu können, während die Handelsobjekte an Börsen nicht vorhanden sind. 
Auch bei Tauschbörsen kommt ein Tauschvertrag zustande, für den gemäß § 480 BGB die Vorschriften über den Kaufvertrag (§ 433 ff. BGB) entsprechend anzuwenden sind. Das bedeutet, dass jede Vertragspartei über Eigentum an den zu tauschenden Sachen oder Rechten verfügen muss, um diese der anderen Vertragspartei durch Übergabe übereignen zu können. Zug um Zug übereignet dann die Gegenpartei ihre Gegenleistung.

## Arten
Generell ist zwischen öffentlichen Präsenztauschbörsen und Internet-Tauschbörsen zu unterscheiden:
- Öffentliche Präsenztauschbörsen sind entweder frei zugänglich wie der Umsonstladen oder die als Vereine lediglich für Mitglieder offenen Tauschkreise. Präsenztauschbörse bedeutet, dass jeder Tauschpartner seine Tauschobjekte vorzeigen und beim Tausch übergeben kann (ähnlich wie im Präsenzhandel). Bei Tauschkreisen handelt es sich um Systeme, die den Tausch ohne den Einsatz von Zahlungsmitteln fördern.[1] Als erster dieser Art gilt das 1979 in Courtenay gegründete Local Exchange Trading System (LETS).[2] Es handelte sich um ein soziales Tausch-Netzwerk mit der Tauschwährung „Green Dollar“, dem etwa 600 Mitglieder angehörten. Ende der 1990er Jahre entstanden erste öffentliche Bücherschränke, verbreitet sind auch Gib- und Nimm-Regale (auch englisch Giveboxes, Freeboxes). Die im August 2004 gegründete Bambali tauscht legal Waren und Dienstleistungen gegen die Tauschwährung „Bambali-Taler“.
- Bei Internet-Tauschbörsen handelt es sich um Websites, die das Tauschen von Gütern (etwa Gebrauchtwaren oder Medien wie Bücher, Audiovisuelle Medien, Tonträger oder Dateien) und Dienstleistungen mit anderen Teilnehmern ermöglichen. Die Tauschpartner können ihre Tauschobjekte lediglich virtuell präsentieren (wie im Versandhandel). Die größten Teilnehmerzahlen wiesen die ab dem Jahre 1999 aufkommenden Musiktauschbörsen auf, die den illegalen Austausch von Audiodateien ermöglichten.[3] Hierzu gehörten Tauschbörsen wie Napster (seit August 1999; bis zu 38 Millionen Nutzer), Audiogalaxy (Januar 1999), eDonkey2000 (September 2000), BearShare (Dezember 2000), Kazaa (März 2001), Morpheus (2001), eMule (Mai 2002) oder LimeWire (Oktober 2010) und andere. Bei ihnen fand jedoch kein eigentlicher Tausch statt. Das vermeintliche Tauschobjekt (meist eine MP3-Audiodatei) wurde vom Anbieter nämlich nicht aufgegeben, sondern dauerhaft als Kopiervorlage angeboten.[4] Diese Peer-to-Peer-Netzwerke mussten wegen massiver Verstöße gegen internationales Urheberrecht sukzessive schließen.

Während bei öffentlichen Präsenztauschbörsen ein direkter Kontakt zwischen den Tauschpartnern stattfindet, erfolgt bei Internet-Tauschbörsen die Kontaktaufnahme indirekt über das Internet.

## Wirtschaftliche Aspekte
Tauschbörsen erschließen Nachfragern mit Geldmangel die Möglichkeit, Güter oder Dienstleistungen ohne den Einsatz von Zahlungsmitteln zu erwerben. Hierzu müssen sie eigene Güter zum Tausch anbieten, die ungefähr den gleichen Tauschwert aufweisen. Ist dies nicht der Fall, sorgen Komplementärwährungen („Tauschwährungen“) durch erworbene Guthaben dafür, dass dennoch ein Tausch stattfinden kann. Tauschbörsen ermöglichen den Marktzutritt für Nachfragerschichten, die ansonsten nicht als Käufer auftreten könnten, wodurch in der Volkswirtschaft mehr Transaktionen erfolgen können. Bei Musiktauschbörsen wurde zwar rechtlich nichts getauscht, doch verstießen kostenlose Downloads gegen das Urheberrecht und schädigten damit die Inhaber der Urheberrechte und die Tonträgerunternehmen.
Die Sharing Economy betrifft Geschäftsmodelle, bei denen kein Tausch stattfindet, sondern der Eigentümer von Sachen deren Mitbenutzung durch Dritte gestattet.